# 74-й избирательный округ (Карвина)
74-й избирательный округ (Карвина) — избирательный округ Сената Чехии, расположенный на территории района Карвина, а именно на территории населённых пунктов Долни Лутыне, Богумин, Рихвальд, Петршвальд и Гавиржов.
Действующим сенатором с 2006 года является социальный демократ и староста Богумина Петр Виха.

## Список представителей округа
| Выборы | Выборы | Сенатор          | Сенатор        | Избирательная партия | Номинирующая партия | Политическая принадлежность | Сайт    |
| ------ | ------ | ---------------- | -------------- | -------------------- | ------------------- | --------------------------- | ------- |
|        | 1996   |                  | Алфред Михалик | ČSSD                 | ČSSD                | ČSSD                        | Профиль |
|        | 2000   |                  | Ондржей Фебер  | 4KOALICE             | US                  | US                          | Профиль |
|        | 2006   |                  | Петр Виха      | ČSSD                 | ČSSD                | ČSSD                        | Профиль |
| 2012   |        |                  | Петр Виха      | ČSSD                 | ČSSD                | ČSSD                        | Профиль |
| 2018   |        |                  | Петр Виха      | ČSSD                 | ČSSD                | ČSSD                        | Профиль |
|        | 2024   | SOCDEM, ANO 2011 | Петр Виха      | SOCDEM               | SOCDEM              |                             | Профиль |

## Явка избирателей
|  | Наибольшая явка избирателей |  | Наименьшая явка избирателей |

| Год  | % (1 тур) | % (2 тур) |
| ---- | --------- | --------- |
| 1996 | 27,76     | 27,62     |
| 2000 | 30,63     | 19,93     |
| 2006 | 34,30     | 18,99     |
| 2012 | 34,26     | 16,32     |
| 2018 | 32,70     | 13,56     |
| 2024 | 26,04     | —         |